# Andrew Farrell (soccer)
Pour les articles homonymes, voir Andrew Farrell.
Andrew Farrell, né le 2 avril 1992 à Louisville dans le Kentucky, est un joueur américain de soccer qui joue au poste de défenseur central au Revolution de la Nouvelle-Angleterre en MLS.

## Biographie
Farrell anticipe son passage en pro et signe un contrat Génération Adidas avec la MLS. Il est repêché comme 1er choix de la MLS SuperDraft 2013 par le Revolution de la Nouvelle-Angleterre.

## Palmarès
Revolution de la Nouvelle-Angleterre
- Vainqueur du Supporters' Shield en 2021